# Bernadette Peters

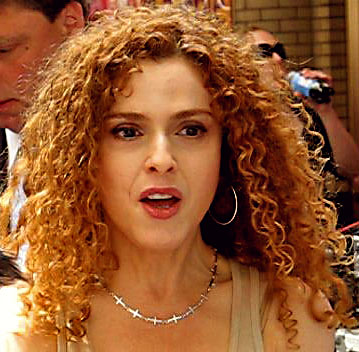
Bernadette Peters

Bernadette Peters (Queens, New York, 28 februari 1948) is een Amerikaanse actrice, zangeres en kinderboekenschrijfster.

## Levensloop
Bernadette Peters komt uit een Amerikaans-Italiaanse familie als Bernadette Lazzara. Haar tv-carrière begon al op driejarige leeftijd in Juvenile Jury. Om te voorkomen dat haar vanwege haar etnische achtergrond stereotiepe rollen zouden worden toebedeeld, kreeg ze op 9-jarige leeftijd de artiestennaam Bernadette Peters mee. Op haar tiende stond ze voor het eerst op de planken in New York in The Most Happy Fella (1959). Ze debuteerde op Broadway in 1967 in Johny No-Trump. Het jaar daarop won ze haar eerste prijs, de Theatre World Award, voor haar rol in George M! (met Joel Grey).
Begin jaren zeventig verhuisde ze naar Los Angeles om zich geheel te wijden aan haar film- en tv-carrière. Zo was ze onder meer te zien in een rolletje in All in the Family, waarin ze Mike ‘Meatball’ (Rob Reiner) probeerde te versieren. Maar in de jaren tachtig keerde ze terug naar het theater in New York, waar ze furore maakte in enkele Stephen Sondheim-musicals.
Door haar optredens in Sunday in the Park with George en Into the Woods is Peters onlosmakelijk verbonden met Stephen Sondheim, die niets dan lof heeft voor haar prestaties. “Ze zingt en acteert tezelfdertijd, wat je van niet veel anderen kunt zeggen,” aldus Sondheim. Maar ook Peters steekt haar bewondering voor de grootmeester van de hedendaagse musical niet onder stoelen of banken. Glansrollen vielen haar te beurt in onder meer Song and Dance van Andrew Lloyd Webber (waarin het nummer “Unexpected Song” voorkomt) en Annie Get your Gun van Irvin Berlin.
Haar band met Sondheim haalde ze ook later nog aan, eerst in 1995 in een benefietconcert van Anyone Can Wistle, vervolgens in 2003 in de revival van Gypsy en ten slotte in 2006 in de Sondheim-Weidman musical Bounce.
Bernadette Peters werd zeven keer genomineerd voor een Tony Award en won er twee (voor Emma in Song and Dance en voor Annie Oakley in de 1999-revival van Annie Get Your Gun).
Verder trad ze op in 22 films, waaronder The Jerk (1979) en Pennies From Heaven (1981). Op televisie was ze te zien in onder andere Ally McBeal, The Muppet Show, Boston Legal, Will & Grace, Grey's Anatomy en Law and Order. In 2008 speelde ze in de televisiefilm Living Proof. In 2021 had ze een rolletje in de musicalserie Zoey's Extraordinary Playlist.

## Kinderboeken
Peters schreef drie kinderboeken, die werden geïllustreerd door Liz Murphy; Broadway Barks (2008), Stella is a Star (2010) en Stella and Charlie: Friends Forever (2015).
- Bibsys: 98066008
- Bibliothèque nationale de France: cb13942424j (data)
- Gemeinsame Normdatei: 134715195
- International Standard Name Identifier: 0000 0001 0801 574X
- Library of Congress Control Number: n84149867
- MusicBrainz: 87f63ba8-cbdd-49ee-a976-416778f51f43
- Nationale Bibliotheek van Tsjechië: ola2002159331
- Nationale Bibliotheek van Israël: 987007434774005171
- Nationale Bibliotheek van Polen: a0000001602086
- Nederlandse Thesaurus van Auteursnamen: 100305458
- SNAC: w65c32ws
- Système universitaire de documentation: 059754648
- Virtual International Authority File: 71582658
- WorldCat: E39PBJmhPwk6Dr8gt8MqxrY773